# Moltke-Hafen
Der Moltke-Hafen ist eine 1,5 km breite Nebenbucht der Royal Bay an der Nordküste Südgeorgiens. Sie liegt zwischen dem Köppen Point und dem Kap Pirner.
Eine deutsche Forschergruppe kartierte und benannte sie während einer Expedition anlässlich des Ersten Internationalen Polarjahres (1882–1883). Namensgeber der Bucht ist die Moltke, das Schiff, das die Expeditionsteilnehmer nach Südgeorgien brachte.